# 진남종합운동장
진남종합운동장(鎭南綜合運動場, Jinnam Stadium)은 대한민국 전라남도 여수시에 있는 스포츠 시설이다. 인조잔디 필드와 우레탄 트랙이 갖춰져 있는 경기장이며, 1990년에 준공되었다. 여수진남체육공원의 주요 시설 중 하나이며, K7리그 여수 등 여러 대회가 개최된 시설이다.

## 참고 문헌
- “여수진남체육공원”. 여수시청.
- 《전국 공공체육 시설 현황 (2017년말 기준)》. 대한민국 문화체육관광부. 2019. 2020년 7월 16일에 원본 문서에서 보존된 문서. 2019년 6월 29일에 확인함.
- 《2019년 전국 공공체육시설 현황 (2018년말 기준)》. 대한민국 문화체육관광부. 2020.
- 《2023 전국 공공체육시설 현황 (2022년 12월말 기준)》. 대한민국 문화체육관광부. 2024.

## 같이 보기
- 여수진남체육공원